# Neier d-optimalni test
Neierov d-optimalni test je test osetljivosti. Može se koristiti da se odgovori na pitanja kao što su "Koliko daleko može pasti kutija jaja, u proseku, pre nego što se jedno slomi?" Ako su ovi kartoni za jaja veoma skupi, osoba koja vodi test bi želela da minimizira broj ispuštenih kartona, da bi eksperiment bio jeftiniji i da bi ga izveo brže. Nejerov test omogućava eksperimentatoru da izabere eksperiment koji daje najviše informacija. U ovom slučaju, imajući u vidu istoriju kartona jaja koji su već bili ispušteni, i da li su se ti kartoni pokvarili ili ne, Neierov test kaže „najviše ćete naučiti ako ispustite sledeću kutiju jaja sa visine od 32.123 metra“.

## Aplikacije
Neierov test je koristan u svakoj situaciji kada želite da odredite prosečnu količinu datog stimulusa koji je potreban da bi se pokrenuo odgovor. Primeri:
- Čvrstoća materijala - koliko ova vrsta boce napunjene deterdžentom treba da padne pre nego što se razbije?
- Efikasnost leka - koliko je ovog leka dovoljno za lečenje ove bolesti?
- Toksikologija - koji procenat kontaminiranog semena je dovoljan da prouzrokuje smrt ptice ove vrste?
- Senzorni prag – koliko jako svetlo mora da bude da bi ga ovaj fotodetektor osetio?
- Prag oštećenja – koliko glasan mora biti zvuk da bi se ovaj mikrofon oštetio?

## Istorija
Neier-d optimalni test opisao je Barri T. Neier 1994. Ovaj metod je zamenio raniju Brucetonovu analizu ili "Test gore-dole" koji su osmislili Dikson i Mud 1948. da bi se omogućilo računanje olovkom i papirom. Uzorci se testiraju na različitim nivoima stimulusa, a rezultati (odgovor ili bez odgovora) se beleže. Neierov test vodi eksperimentatora da izabere nivoe testa koji pružaju maksimalnu količinu informacija. Za razliku od prethodnih metoda koje su razvijene, ovaj metod zahteva korišćenje računarskog programa za izračunavanje nivoa testa.
Iako nije direktno povezana sa metodom ispitivanja, metoda analize odnosa verovatnoće se često koristi za analizu rezultata testova sprovedenih Neier D-Optimal testom. Kombinovane metode ispitivanja i analize su opšte poznate kao Neierov test.
Dror i Steinberg (2008) predlažu još jednu metodu eksperimentalnog dizajna koja je efikasnija od Neierove, tako što omogućava korišćenje kriterijuma D-optimalnog dizajna od samog početka eksperimenta. Štaviše, njihov metod je proširen da se bavi situacijama koje nisu obrađene u prethodnim algoritmima, uključujući proširenje sa potpuno sekvencijalnog dizajna (ažuriranje plana nakon svakog posmatranja) do grupnih sekvencijalnih dizajna (bilo koja podela eksperimenta na blokove brojnih posmatranja), od binarnog odgovora („uspeha“ ili „neuspeha“) na bilo koji generalizovani linearni model, i od univarijantnog slučaja do tretmana višestrukih prediktora (kao što je dizajniranje eksperimenta za testiranje odgovora u medicinskom tretmanu gde eksperimentatori menjaju doze dva različita leka).